# Luis Bedoya Reyes
Pour les articles homonymes, voir Bedoya et Reyes.
Luis Bedoya Reyes, né à Callao le 20 février 1919 et mort à Lima le 18 mars 2021, surnommé familièrement El Tucán (le Toucan, à cause de son appendice nasal), est un avocat et homme politique péruvien. 
Fondateur du Parti populaire chrétien (Partido Popular Cristiano, PPC), il fut maire de Lima de 1964 à 1969.

## Jeunes années
Il est né à La Punta, dans le port de Callao. Il suit des études secondaires au collège Nuestra Señora de Guadalupe. Il entre à l’université nationale principale de San Marcos, où il termine ses études de droit.

## Ministre de la Justice et maire de Lima
Attiré par le christianisme social, il adhère au jeune parti Démocrate-Chrétien. En 1963, son parti allié à Acción Popular gagne les élections présidentielles et Bedoya est nommé ministre de la Justice et est élu maire de Lima la même année. Il exercera ce mandat de janvier 1964 à janvier 1969.
Jusqu’en janvier 1969, l’administration de Bedoya à la mairie de Lima se consacra à la modernisation de la gestion de la municipalité. Sa plus grande réalisation fut l’achèvement de la 'Voie Express' (Via express - Paseo de la Republica) qui traverse Lima du nord au sud.

## Le Partido Popular Cristiano
En 1967, en désaccord avec son parti Démocrate-Chrétien et désireux de mettre en pratique ses idées, Luis Bedoya Reyes décide de créer sa propre organisation : le Parti populaire chrétien. Mais en 1968, une dictature militaire ouvre une longue période sans élection.
En 1978, lors des élections pour l'Assemblée Constituante préparant le retour à la démocratie, Luis Bedoya Reyes était tête de liste du Parti Populaire Chrétien qui fut deuxième. Aux élections de 1980 et à celles de 1985, il est candidat à la présidence de la République, arrivant dans les deux cas à la troisième place.

## L’opposition à Alan García
En 1987, quand le président Alan García tente de nationaliser le secteur bancaire, Bedoya est l’un des premiers à protester avec Lourdes Flores Nano.
En 1989, son parti crée avec Acción Popular et le Movimiento Libertad le FREDEMO, qui présente Mario Vargas Llosa aux élections de 1990.

## Le soutien à Lourdes Flores Nano
Dès lors, il s’éloigne de la vie politique, dans ses dernières interventions il a donné son soutien à la candidature de Lourdes Flores Nano qui est aujourd’hui présidente du parti qu’il a fondé.
Son fils, Javier Bedoya de Vivanco, est vice-président de ce parti.